# Racemobambos sessilis
Racemobambos sessilis är en gräsart som beskrevs av Elizabeth A. Widjaja. Racemobambos sessilis ingår i släktet Racemobambos och familjen gräs. Inga underarter finns listade i Catalogue of Life.